# 鈴木正文 (空手家)
鈴木 正文（すずき まさふみ、1929年3月11日 - 1991年9月18日）は、日本の空手家（十段）。日本正武館館長、全日本硬式空手道連盟会長。

## 経歴
福島県郡山市に生まれ、青年期に柔道、合気道、剣道、居合道や古武道等の多数の武術を学んだ。中央大学に通い、検事になり辞めてからは弁護士資格を保有した。
宮里栄一のもとで剛柔流空手を修行し1955年に、京都で日本正武館を設立した。
千葉真一主演映画『激突! 殺人拳』（1974年）への出演を皮切りに、空手家や合気道の達人などで、複数の東映製作映画に出演していた。
鈴木は長く日本プロレスコミッションのコミッショナーを務め、アントニオ猪木のウィレム・ルスカ戦や、ザ・モンスターマン戦のレフェリーを務める。その他アントニオ猪木の引退時に佐川急便の佐川清を紹介した。
1981年に発足した日本硬式空手道協会（全日本硬式空手道連盟）の設立に久高正之らとともに尽力し、会長を務めた。1991年9月、高血圧性脳出血のため台北の病院で死去。
笹川良一の秘書役、付き人的な立場の人でもあった。

## 出演映画
- シーマンNo.7 波止場のドラゴン（1973年）※香港映画 日本劇場未公開
- 殺人拳シリーズ （1974年） - 政岡憲道
  - 激突! 殺人拳
  - 殺人拳2
  - 逆襲! 殺人拳
- ザ・カラテシリーズ （1974年）
  - ザ・カラテ （1974年）
  - ザ・カラテ2 （1974年）
  - ザ・カラテ3 電光石火 （1975年）
- 武道ドキュメント 拳豪の祭典[4] （1974年）
- 激突! 合気道 （1975年）
- 女必殺五段拳 （1976年）
- 青春 PARTⅡ （1979年)

## 著作
- 『日本の伝統武道』 すずらん書房、1978年11月